# Jardin du Carrousel
Jardin du Carrousel (česky Zahrada Carrousel) je veřejný park v Paříži, který tvoří východní část Tuilerijských zahrad v Paříži.

## Historie
Zahrada se nachází v prostoru, kde dříve stával Tuilerisjký palác, který vyhořel v roce 1871 během Pařížské komuny. V roce 1883 bylo místo osázeno trávníkem a později přeměněno na veřejnou zahradu.

## Lokace
Jardin du Carrousel je na západě oddělen do Tuilerijských zahrad Avenue du Général-Lemonnier, která je částečně vedena v tunelu. Na východě jej od hlavního nádvoří muzea Louvre se skleněnou pyramidou odděluje Place du Carrousel. Z jihu a severu obklopují zahradu křídla paláce Louvre.

## Vybavení
V zahradě se nachází několik soch francouzského sochaře Aristida Maillola.